# Haematomyzus porci
Haematomyzus porci är en insektsart som beskrevs av Emerson och Price 1988. Haematomyzus porci ingår i släktet Haematomyzus och familjen Haematomyzidae. Inga underarter finns listade i Catalogue of Life.